# Squadra Unificata Tedesca ai Giochi della XVII Olimpiade
La Squadra Unificata Tedesca, che riuniva sotto la stessa bandiera atleti della Germania Ovest e della Germania Est, partecipò ai Giochi della XVII Olimpiade, svoltesi a Roma dal 25 agosto all'11 settembre 1960, con una delegazione di 293 atleti impegnati in diciassette discipline per un totale di 148 competizioni. Per numero di atleti, la squadra tedesca fu la più numerosa di questi Giochi con un rappresentante in più rispetto alla delegazione statunitense. Portabandiera alla cerimonia di apertura fu il cavaliere Fritz Thiedemann, alla sua terza Olimpiade.
Gli atleti tedeschi conquistarono complessivamente 12 medaglie d'oro, 19 d'argento e 11 di bronzo, che valsero il quarto posto nel medagliere per nazioni. Grazie a tre titoli vinti, la squadra tedesca figurò al primo posto nel medagliere del canottaggio. A livello individuale vanno segnalate le prestazioni di Ingrid Krämer, vincitrice di entrambe le gare femminili dei tuffi, e di Armin Hary, medaglia d'oro nei 100 metri piani e con la staffetta 4×100 m.

## Medagliere

### Per discipline
| Sport              | Oro | Argento | Bronzo | Totale |
| ------------------ | --- | ------- | ------ | ------ |
| Canottaggio        | 3   | 1       | 0      | 4      |
| Atletica leggera   | 2   | 8       | 3      | 13     |
| Tuffi              | 2   | 0       | 0      | 2      |
| Canoa/kayak        | 1   | 2       | 0      | 3      |
| Equitazione        | 1   | 0       | 1      | 2      |
| Scherma            | 1   | 0       | 1      | 2      |
| Tiro               | 1   | 0       | 1      | 2      |
| Lotta libera       | 1   | 0       | 0      | 1      |
| Ciclismo           | 0   | 4       | 0      | 4      |
| Lotta greco-romana | 0   | 3       | 0      | 3      |
| Nuoto              | 0   | 1       | 3      | 4      |
| Pugilato           | 0   | 0       | 1      | 1      |
| Vela               | 0   | 0       | 1      | 1      |
| Totale             | 12  | 19      | 11     | 42     |

### Medaglie
| Medaglia | Atleta | Sport              | Evento                                       |
| -------- | --- | ------------------ | -------------------------------------------- |
| Oro      | Armin Hary | Atletica leggera   | 100 metri piani maschili                     |
| Oro      | Bernd Cullmann Armin Hary Walter Mahlendorf Martin Lauer                                                                                | Atletica leggera   | Staffetta 4×100 metri maschile               |
| Oro      | Dieter Krause Günter Perleberg Paul Lange Friedhelm Wentzke                                                                             | Canoa/kayak        | K1 4x500 metri maschile                      |
| Oro      | Bernhard Knubel Heinz Renneberg Tim. Klaus Zerta                                                                                        | Canottaggio        | Due con maschile                             |
| Oro      | Gerd Cintl Horst Effertz Klaus Riekemann Jürgen Litz Tim. Michael Obst                                                                  | Canottaggio        | Quattro con maschile                         |
| Oro      | Manfred Rulffs Walter Schröder Frank Schepke Kraft Schepke Moritz von Groddeck Karl-Heinz Hopp Klaus Bittner Hans Lenk Tim. Willi Padge | Canottaggio        | Otto maschile                                |
| Oro      | Hans Günter Winkler Fritz Thiedemann Alwin Schockemöhle                                                                                 | Equitazione        | Salto ostacoli a squadre                     |
| Oro      | Wilfried Dietrich | Lotta libera       | Pesi massimi                                 |
| Oro      | Heidi Schmid | Scherma            | Fioretto individuale femminile               |
| Oro      | Peter Kohnke | Tiro               | Carabina 50 metri a terra                    |
| Oro      | Ingrid Krämer | Tuffi              | Trampolino 3 metri femminile                 |
| Oro      | Ingrid Krämer | Tuffi              | Piattaforma 10 metri femminile               |
| Argento  | Carl Kaufmann | Atletica leggera   | 400 metri piani                              |
| Argento  | Hans Grodotzki | Atletica leggera   | 5000 metri piani                             |
| Argento  | Hans Grodotzki | Atletica leggera   | 10000 metri piani                            |
| Argento  | Hans-Joachim Reske Manfred Kinder Jo Kaiser Carl Kaufmann                                                                               | Atletica leggera   | Staffetta 4×400 metri                        |
| Argento  | Walter Krüger | Atletica leggera   | Lancio del giavellotto maschile              |
| Argento  | Jutta Heine | Atletica leggera   | 200 metri piani femminili                    |
| Argento  | Martha Langbein Anni Biechl Brunhilde Hendrix Jutta Heine                                                                               | Atletica leggera   | Staffetta 4×100 metri femminile              |
| Argento  | Johanna Lüttge | Atletica leggera   | Getto del peso femminile                     |
| Argento  | Therese Zenz | Canoa/kayak        | K1 500 metri femminile                       |
| Argento  | Therese Zenz Ingrid Hartmann | Canoa/kayak        | K2 500 metri femminile                       |
| Argento  | Achim Hill | Canottaggio        | Singolo maschile                             |
| Argento  | Gustav-Adolf Schur Egon Adler Erich Hagen Günter Lörke                                                                                  | Ciclismo           | Cronometro a squadre                         |
| Argento  | Dieter Gieseler | Ciclismo           | Chilometro a cronometro                      |
| Argento  | Jürgen Simon Lothar Stäber | Ciclismo           | Tandem                                       |
| Argento  | Siegfried Köhler Peter Gröning Manfred Klieme Bernd Barleben                                                                            | Ciclismo           | Inseguimento a squadre                       |
| Argento  | Günter Maritschnigg | Lotta greco-romana | Pesi welter                                  |
| Argento  | Lothar Metz | Lotta greco-romana | Pesi medi                                    |
| Argento  | Wilfried Dietrich | Lotta greco-romana | Pesi massimi                                 |
| Argento  | Witrud Urselmann | Nuoto              | 200 metri rana femminili                     |
| Bronzo   | Ursula Donath | Atletica leggera   | 800 metri piani femminili                    |
| Bronzo   | Gisela Köhler | Atletica leggera   | 80 metri ostacoli                            |
| Bronzo   | Hildrun Claus | Atletica leggera   | Salto in lungo femminile                     |
| Bronzo   | Josef Neckermann | Equitazione        | Dressage individuale                         |
| Bronzo   | Barbara Göbem | Nuoto              | 200 metri rana femminili                     |
| Bronzo   | Christel Steffin Heidi Pechstein Gisela Weiß Ursula Brunner                                                                             | Nuoto              | Staffetta 4x100 metri stile libero femminile |
| Bronzo   | Ingrid Schmidt Ursula Küper Bärbel Fuhrmann Ursula Brunner                                                                              | Nuoto              | Staffetta 4x100 metri misti femminile        |
| Bronzo   | Günter Siegmund | Pugilato           | Pesi massimi                                 |
| Bronzo   | Jürgen Brecht Timothäus Gerresheim Eberhard Mehl Jürgen Theuerkauff                                                                     | Scherma            | Fioretto a squadre maschile                  |
| Bronzo   | Klaus Zähringer | Tiro               | Carabina 50 metri tre posizioni              |
| Bronzo   | Rolf Mulka Ingo von Bredow | Vela               | Flying Dutchman                              |

## Risultati

### Pallanuoto
| Atleta | Classifica |
| --- | ---------- |
| Squadra Unificata Tedesca - Giochi olimpici - Roma 1960Hoffmeister · Schneider · Schepers · Strasser · Nagy · Osselmann · Seiz · Bildstein · Honig · Fuchs · Ott, CT: - | 6°         |